# Lycosa aurea
Lycosa aurea är en spindelart som beskrevs av Henry Roughton Hogg 1896. Lycosa aurea ingår i släktet Lycosa och familjen vargspindlar. Inga underarter finns listade i Catalogue of Life.